# Skräckromantik

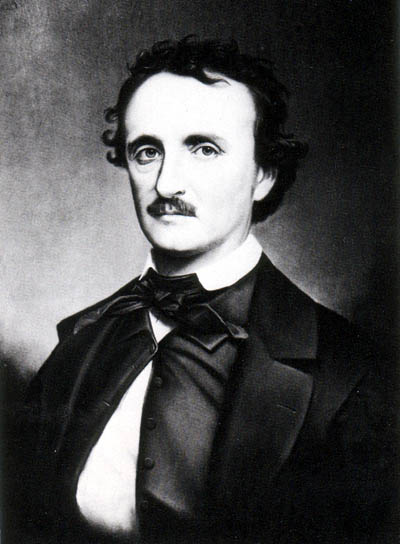
Edgar Allan Poe (1809–1849) är en av de mest kända skräckromantiska författarna.

Skräckromantik eller mörk romantik är en litterär undergenre till romantiken, som kretsar kring det irrationella, det demoniska och det groteska. Genren sammanfaller ofta med gotisk fiktion och har skuggat den euforiska romantiska kulturströmningen sedan begynnelsen. Edgar Allan Poe hyllas ofta som en av traditionens främsta exponenter.

## Definitioner
Romantikens lovprisande av det euforiska och sublima har alltid varit förföljd av en lika intensiv fascination för melankoli, vansinne, förbrytelse och skum atmosfär, en fascination för spöken och onda andar, det groteska och det irrationella. Litteraturteoretikern Mario Praz myntade termen "mörk romantik" för denna konstform i sin långa studie av genren, The Romantic Agony (1930).
"De mörka romantikerna", skriver kritikern G.R. Thompson, "anpassade bilder av antropomorfiserad ondska i form av Satan, djävular, spöken, varulvar, vampyrer och onda andar" för att symbolisera den mänskliga naturen. Thompson sammanfattar genrens kännetecken:
| ” | Den fallna människans oförmåga att fullt ut förstå spökande påminnelser om en annan, övernaturlig värld, som ännu inte tycktes existera, den ständiga förvirringen inför oförklarliga och oerhörda metafysiska fenomenen, en böjelse för till synes perversa eller onda moraliska val, som inte har några fasta regler, samt en känsla av obeskrivlig skuld i förening med en misstanke om att den yttre världen är en illusorisk projektion av medvetandet – dessa var viktiga element i den människosyn de mörka romantikerna ställde i kontrast till huvudfåran inom romantisk åskådning. | „ |

## Olika nationella rörelser
Skräckromantiska inslag var en ständig möjlighet inom romantikens internationella rörelse, både inom litteratur och konst.

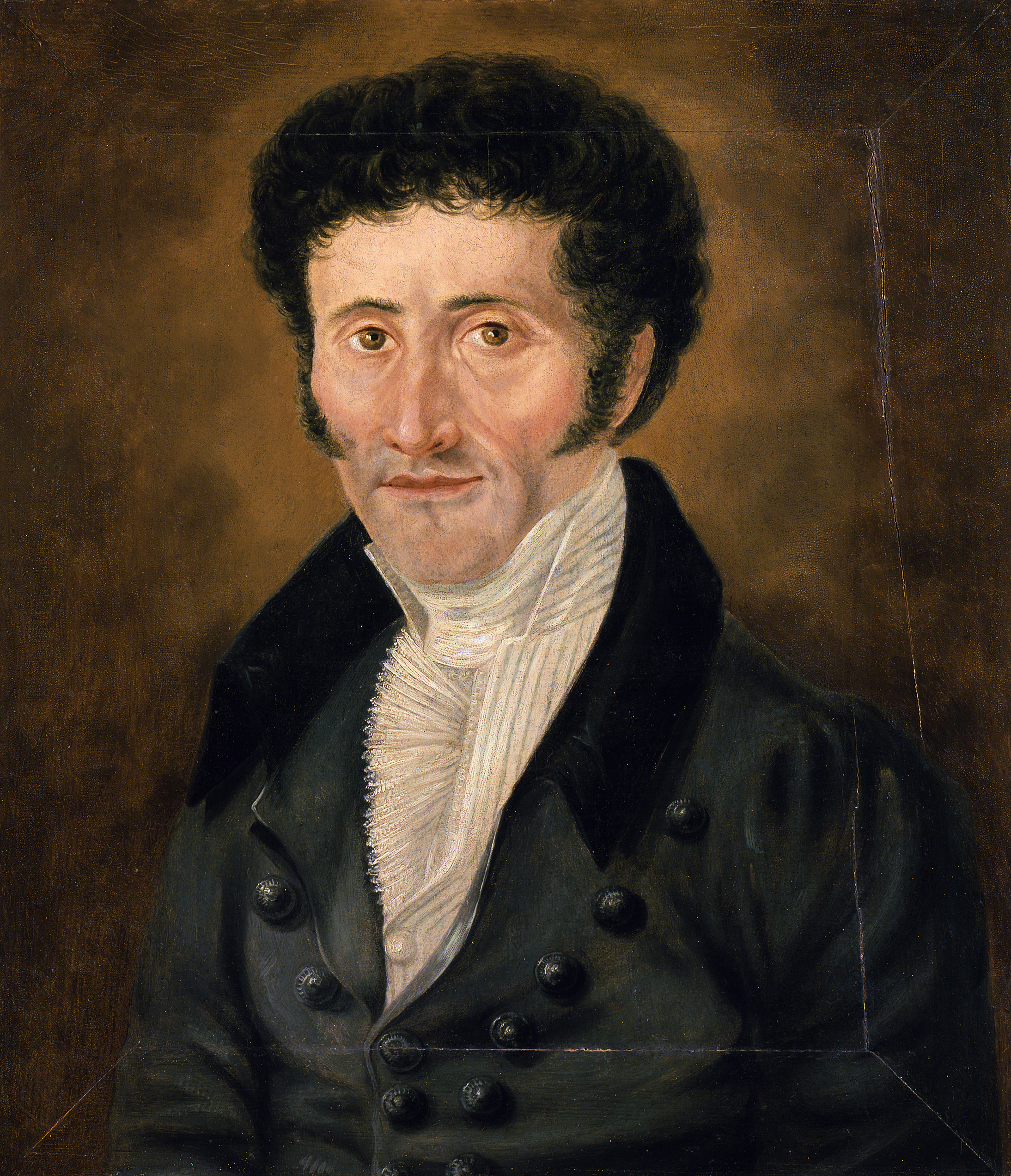
E.T.A. Hoffmann (1776–1822) var en tidig skräckromantiker.

### Tyskland
Skräckromantiken kan spåras till Tyskland med författare som E.T.A. Hoffmann och Ludwig Tieck, även om deras betoning på existentiellt främlingskap, det demoniska i sex och det otrevliga i världen vid samma tidpunkt kompenserades av den mera hemtrevliga kulturen i Biedermeier.
Precis som den gotiska romanen är Schwarze Romantik en genre som är baserad på den skrämmande sidan av medeltiden och ofta uppvisar samma element (slott, spöken, monster etc.). Den är emellertid anmärkningsvärt mera pessimistisk än den brittiska gotiska romanen, med inslag av svartkonst och hemliga sällskap. Alla dessa element är grunden för Friedrich von Schillers oavslutade roman Der Geisterseher (1786–1789). Andra författare och verk innefattar Heinrich von Kleists novell Das Bettelweib von Locarno (1797) samt Ludwig Tiecks Der blonde Eckbert (1797) och Der Runenberg (1804).
Under två decennier var den mest kände författaren av gotisk litteratur i Tyskland universalsnillet E.T.A. Hoffmann. Hans roman Djävulselixiret (1815) var influerad av Matthew Lewis' The Monk och nämner till och med den. Romanen utforskar motivet dubbelgångare, en term som myntades av en annan tysk författare och anhängare av Hoffmann, nämligen Jean Paul, i dennes humoristiska roman Siebenkäs (1796). Bortsett från Hoffmann och Friedrich de la Motte Fouqué var tre andra viktiga författare från epoken Joseph von Eichendorff (Das Marmorbild, 1819), Achim von Arnim (Majoratsherrarna, 1819) och Adelbert von Chamisso (Peter Schlemihls sällsamma historia, 1814). Theodor Storms sista verk, Spökryttaren (1888), använder gotiska motiv och teman.

### Storbritannien
Brittiska författare såsom Lord Byron, Samuel Taylor Coleridge, Mary Shelley och John Polidori, vilka är förknippade med gotisk fiktion, kallas också ibland för skräckromantiker. Skräckromantik kännetecknas av berättelser om personliga plågor och brukar spekulera i huruvida människans natur kommer att rädda eller förstöra henne. Några viktorianska författare till engelsk skräckfiktion, såsom Bram Stoker och Daphne du Maurier, följer i denna tradition.

### USA
Den amerikanska formen kretsar kring författarna Edgar Allan Poe, Nathaniel Hawthorne och Herman Melville. I motsats till transcendentalismens perfektionistiska övertygelser betonade dessa författare människans felbarhet samt benägenhet för synd och självförstörelse, liksom de svårigheter som finns i försök till sociala reformer.

### Frankrike
1800-talets Fantastique-litteratur efter 1830 var influerad först av E.T.A. Hoffmann och sedan av Edgar Allan Poe. Franska författare som Jules Barbey d'Aurevilly, Charles Baudelaire, Paul Verlaine och Arthur Rimbaud ekade de mörka temata som finns i tysk och engelsk litteratur. Baudelaire var en av de första franska författarna som beundrade Edgar Allan Poe, men denna beundran av Poe blev utbredd i franska litterära kretsar i slutet av 1800-talet.

## Ideologi
Romantiken som kulturströmning var i allmänhet ideologiskt konservativ eller reaktionär snarare än modern eller progressiv. Det gällde inte minst skräckromantiken, där konservatismens mera pessimistiska sidor fick kreativt uttryck: Mary Shelley kritiserade vetenskapsmännens hybris i Frankenstein (1818), Edgar Allan Poe förlöjligade tron på sociala reformer och Charles Baudelaire betonade människans obotliga arvsynd. Skräckromantiken kretsade också kring de mera skräckinjagande elementen i den gamla medeltiden såsom fanatiska präster (Brunnen och pendeln), naturens otämjda fasor (Moby Dick) och demoniska adelsmän (Dracula).

## Inflytande på 1900-talet
Existentiella romaner från 1900-talet har också kopplats till skräckromantik, liksom Robert E. Howards romaner inom genren Sword and Sorcery.

## Kritik
Litteraturkritikern Northrop Frye pekade på farorna med det demoniska mytskapandet inom skräckromantiken och menade att det tycktes "förse alla nackdelarna med vidskepelse utan några av fördelarna med religion".